# Free Pro
Free Pro SAS ou free pro, initialement Jaguar Network SAS, entreprise française filiale du groupe Iliad, est un opérateur de téléphonie français fournisseur de services de télécommunications destiné aux entreprises et aux professionnels.

## Histoire
Née en 2001 sous la dénomination Jaguar Network, la société est achetée en 2021 par le groupe Iliad qui la renommera en 2021 Free Pro, tout en gardant l'ancienne marque active.